# 平成26年台風第22号
平成26年台風第22号（へいせい26ねんたいふうだい22ごう、アジア名：Hagupit、命名：フィリピン、意味：鞭打つこと、フィリピン名：Ruby）は2014年（平成26年）12月1日に発生した台風。

## 概要

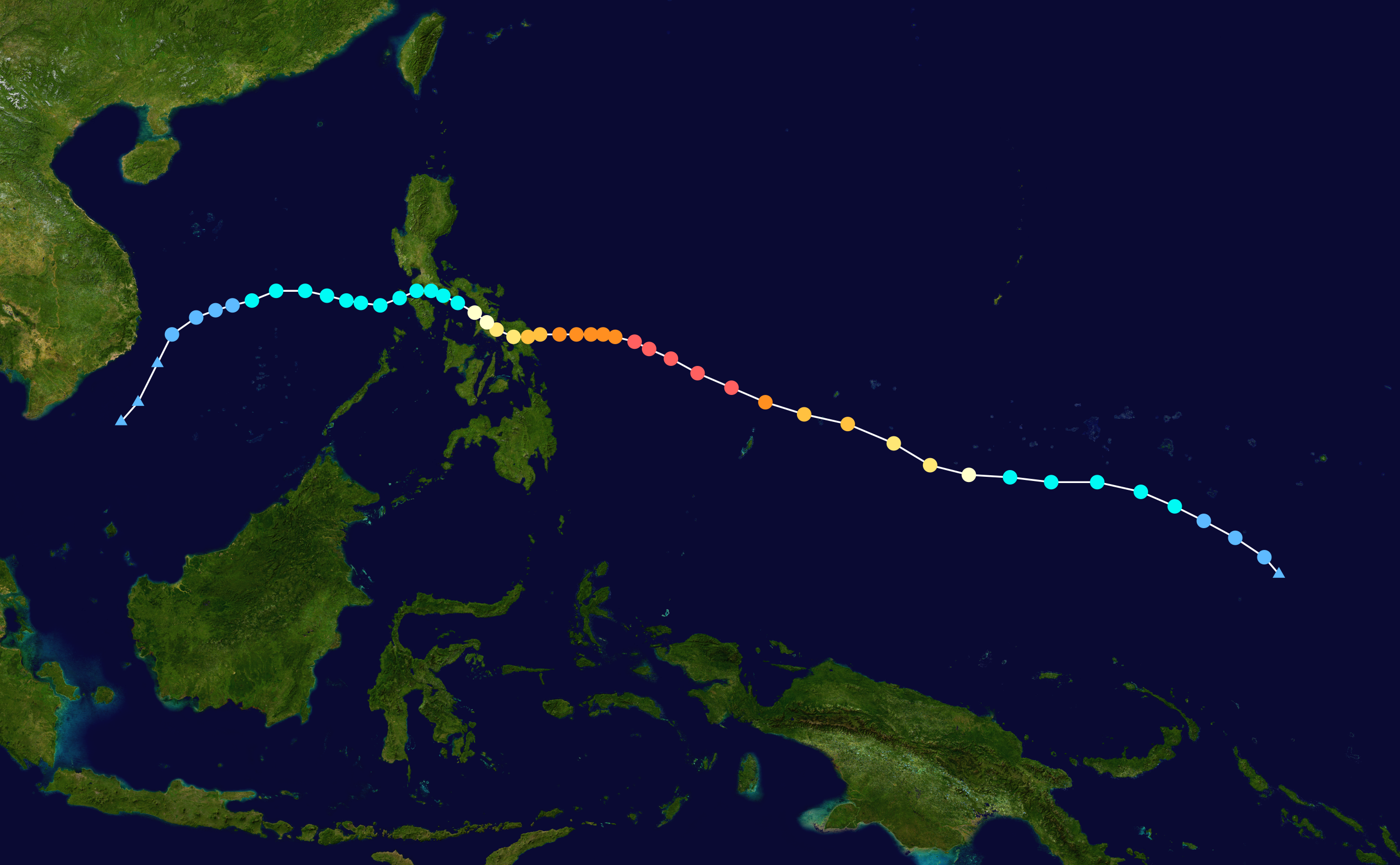
進路図

11月29日にチューク諸島付近で形成が始まった熱帯撹乱が次第に成長。12月1日に合同台風警報センター（JTWC）によって熱帯低気圧番号22Wを与えられ、同日15時（協定世界時1日6時）に北緯4度55分、東経152度05分で台風となり、アジア名ハグピート（Hagupit）と命名。西進した台風は12月3日にフィリピンの監視する領域に達したため、フィリピン大気地球物理天文局（PAGASA）によってフィリピン名ルビー（Ruby）と命名された。
12月3日から12月4日にかけての24時間で中心気圧が55ヘクトパスカル低下して905ヘクトパスカルに達し、中心付近の最大風速60メートル、最大瞬間風速85メートルの猛烈な台風に成長。勢力を維持したままフィリピンに接近し、6日21時15分頃にサマール島東サマル州のドローレス付近に上陸した。台風はゆっくりとした速度でフィリピンを横断したのち、11日21時（協定世界時11日12時）に南シナ海の北緯13度・東経112度で熱帯低気圧になった。

## 影響

### フィリピン
前年の台風30号に似た進路で接近したことから、レベル1から3の暴風雨警報 (PSWS)（Public Storm Warning Signal）がルソン島、ヴィサヤ諸島、ミンダナオ島に発令され、7日までに先の被災地などで約14万7,000家族・約71万6,000人が事前に避難した。15日までに判明している被害は死者18名、負傷者915名。家屋の全半壊24万棟、インフラと農産物への被害額は3,349,359,620ペソ（約89億円）、影響を受けたのは385万人あまりとなっている。